# رندة أبو العزم
رندة أبو العزم هي صحفية مصرية، تعمل مديرة لمكتب قناة العربية في القاهرة.